# Androctonus
Androctonus este un gen de scorpioni. Speciile Androctonus se găsesc în regiunile aride din Orientul Mijlociu și Africa de Nord. Numelui Androctonus provine de la cuvintele grecești άνδρας (andras) - om și κτείνειν (kteinein) - a ucide. Veninul lor poate ucide chiar și un om. În fiecare an se înregistrează decese cauzate de scorpionii Androctonus. Mai multe companii farmaceutice produc antidot pentru tratamentul consecințelor intoxicării cu venin. Lungimea medie a acestora este de 10cm.

## Captivitate
În ciuda riscului înalt, speciile Androctonus sunt comercializate frecvent pe piața de animale exoctice, în special Androctonus amoreuxi și Androctonus australis. Veninul acestor scorpioni este foarte toxic, el poate afecta grav sănătatea deținătorilor, tratamentul necesitând resurse financiare. Unele specii sunt în stare să omoare un om matur. În unele state, este posibil ca proprietarul să fie responsabil juridic în cazul în care cineva este înțepat. De aceea proprietarii sunt obligați să înregistreze scorpionii sau să posede o permisiune din partea autorităților de a deține scorpionul. Sunt și state în care deținerea acestora este ilegală. 

Terariumul trebuie să simuleze condițiile de deșert, cu o temperatură de 26 - 30 grade Celsius. Se hrănesc cu diferite insecte, gândaci, greieri. Este necesar ca terariumul să aibă o construcție sigură pentru a evita evadarea scorpionului. 

## Reprezentanți
În prezent lista speciilor se modifică.
- Androctonus amoreuxi (Audouin, 1826);
- Androctonus australis (Linnaeus, 1758);
- Androctonus baluchicus(Pocock, 1900);
- Androctonus bicolor (Ehrenberg, 1828);
- Androctonus crassicauda (Olivier, 1807);
- Androctonus dekeyseri (Lourenço, 2005);
- Androctonus finitimus (Pocock, 1897);
- Androctonus gonneti (Vachon, 1948);
- Androctonus hoggarensis (Pallary, 1929);
- Androctonus liouvillei (Pallary, 1924);
- Androctonus maelfaiti (Lourenço, 2005);
- Androctonus mauretanicus (Pocock, 1902);
- Androctonus sergenti (Vachon, 1948).